# The life and letters of Charles Darwin, including an autobiographical chapter
The life and letters of Charles Darwin, including an autobiographical chapter è un'opera pubblicata da Francis Darwin nel 1887, figlio del celebre naturalista Charles Darwin. Il libro raccoglie le lettere private e gli scritti di suo padre, accompagnati da un capitolo autobiografico scritto da Charles Darwin stesso, e offre un'analisi dettagliata della vita e del lavoro di uno degli scienziati più influenti della storia.
L’opera di Francis Darwin non solo conserva una memoria affettuosa e precisa della figura di suo padre, ma fornisce anche un contributo essenziale alla storia della scienza, mantenendo viva la voce di Charles Darwin attraverso le sue lettere e il suo racconto autobiografico. La pubblicazione di questa raccolta è stata una tappa importante nel processo di consolidamento della reputazione di Darwin come una delle personalità più influenti della scienza moderna.

## Contenuto e Struttura
L'opera è composta da tre volumi, con una vasta selezione di lettere di Charles Darwin, che illustrano vari aspetti della sua vita personale e professionale. La raccolta è organizzata in modo tale da seguire la carriera di Darwin, con un focus particolare sulle sue ricerche scientifiche e sulle sue pubblicazioni. Ogni capitolo del libro è intitolato secondo i principali lavori pubblicati da Darwin, come The Origin of Species, The Descent of Man, e altri.
La struttura del libro non segue un ordine cronologico rigido, ma riflette la natura del lavoro di Darwin, che spaziava frequentemente tra vari progetti di ricerca. La scelta di non rispettare strettamente la sequenza temporale delle lettere è dovuta alla varietà e alla simultaneità degli studi scientifici di Darwin, che lavorava su più temi contemporaneamente. Inoltre, molte delle sue ricerche venivano interrotte per anni prima di essere riprese.
Il secondo e il terzo volume trattano in modo particolare il suo lavoro botanico, che occupò gli ultimi anni della sua vita. La decisione di organizzare le lettere in questo modo, piuttosto che seguire una sequenza strettamente cronologica, ha lo scopo di evitare un "patchwork" di argomenti difficili da seguire, che avrebbe reso il lavoro meno accessibile.

### Volume I
Il primo volume introduce la famiglia Darwin, il contesto di crescita di Charles e le sue prime esperienze formative. Il capitolo autobiografico (Capitolo II) è un resoconto delle memorie personali fino al 1838, fornendo uno spunto unico per comprendere la sua vita e le sue inclinazioni. I successivi capitoli trattano gli anni della formazione accademica a Cambridge (Capitoli IV e V), il viaggio a bordo del Beagle (Capitolo VI), e la vita a Londra e Cambridge fino al 1842 (Capitolo VII). Il volume esplora anche le sue riflessioni religiose (Capitolo VIII) e il suo stabilirsi a Down, dove Darwin visse dal 1842 al 1854, e dove le sue ricerche scientifiche si intensificarono (Capitolo IX).

### Volume II
Il secondo volume è centrato sullo sviluppo della teoria dell'evoluzione e della selezione naturale, culminando nella pubblicazione de L'Origine delle Specie. I capitoli esplorano le fondamenta del lavoro su L'Origine delle Specie (Capitoli I e II), lo stadio di incompiutezza del libro (Capitolo III), la sua stesura definitiva e la pubblicazione (Capitoli IV e VI), e la risposta iniziale della comunità scientifica, inclusa una testimonianza di Thomas Henry Huxley (Capitolo V). Viene inoltre trattata la diffusione dell'evoluzionismo nei primi anni successivi alla pubblicazione (Capitolo VII).

### Volume III
Il terzo volume si concentra sul periodo successivo alla pubblicazione di L'Origine delle Specie, con capitoli che esplorano i lavori successivi di Darwin, come La variazione degli animali e delle piante in stato di domestico e La discendenza dell'uomo (Capitoli I-V). Viene anche discusso il contributo di Darwin alla botanica, in particolare la fertilizzazione delle piante, l'effetto della fertilizzazione incrociata e l'adattamento delle piante a vari ambienti (Capitoli VII-XII). Il volume si conclude con una riflessione finale sulla vita e le opere di Darwin (Capitolo XIII), seguita dagli Appendici, che includono il resoconto del funerale di Darwin a Westminster Abbey, un elenco delle sue opere e dei riconoscimenti ricevuti, e un indice generale.

## Metodologia
Francis Darwin ha fatto ampio uso del diario del padre per ricostruire la cronologia degli eventi e delle ricerche, nonostante le difficoltà nel datare molte lettere. Il diario, purtroppo scritto con grande sintesi, fornisce solo una panoramica degli eventi principali e dei periodi di malattia di Darwin, ma è stato cruciale per la corretta datazione di numerosi scritti. Francis ha anche scelto di non includere molte lettere indirizzate a suo padre, dato che Charles Darwin era solito archiviare e distruggere la corrispondenza ricevuta, specialmente prima del 1862, riducendo drasticamente la quantità di lettere di risposta disponibili.
Nel curare il testo, Francis Darwin ha mantenuto il formato originale delle lettere, inserendo omissioni e aggiustamenti solo quando necessario per migliorare la leggibilità, come nel caso della restituzione di articoli mancanti o dell’aggiunta di piccole parole, ma senza alterare il significato. Le parole sottolineate da Darwin nelle sue lettere non sono sempre state rese in corsivo, per evitare di enfatizzare eccessivamente certi passaggi.

## Collaborazioni e Contributi
L'opera beneficia anche dei contributi di diverse figure eminenti del panorama scientifico dell'epoca. In particolare, Sir Joseph Hooker ha fornito materiale fondamentale per illustrare la vita di Darwin, mettendo a disposizione una ricca collezione di lettere che sono state di grande valore per Francis. L'operato di Hooker è stato particolarmente apprezzato per la sua attenzione ai dettagli e per la generosità con cui ha condiviso il suo archivio.
Inoltre, l'opera è arricchita da un capitolo di Thomas Henry Huxley che esplora la ricezione di L'Origine delle Specie, fornendo un'importante analisi del contesto culturale e scientifico in cui il lavoro di Darwin fu accolto. Le illustrazioni utilizzate nel libro provengono da riviste come The Century Magazine e Harper's Magazine, che hanno dato il permesso di utilizzare le loro immagini per accompagnare la biografia di Darwin.

## Impatto e Ricezione
"The Life and Letters of Charles Darwin" è stata accolta con grande interesse da parte della comunità scientifica e del pubblico generale. L’opera non solo ha permesso di conoscere meglio la figura di Charles Darwin, ma ha anche offerto uno spunto per riflettere sulla natura del lavoro scientifico e sulla personalità di un uomo che ha rivoluzionato la biologia. Il libro rappresenta una fonte imprescindibile per chiunque voglia approfondire la vita e le idee di Darwin, e continua a essere studiato come documento fondamentale per comprendere la genesi e lo sviluppo delle sue teorie.

## Edizioni
- (EN) Francis Darwin, The different forms of flowers on plants of the same species, vol. 1, London, John Murray, 1887.
- (EN) Francis Darwin, The different forms of flowers on plants of the same species, vol. 2, London, John Murray, 1887.
- (EN) Francis Darwin, The different forms of flowers on plants of the same species, vol. 3, London, John Murray, 1887.